# Johan Miderberg
Johan Mårten Mattias Miderberg, född 18 maj 1976 i Västervik, är en svensk filmskapare, creative director och art director.
1993 var han en av grundarna till kulturhuset Ung Kultur i Västervik som erbjöd en mötesplats för unga kulturella uttryck. Café, replokaler, skateboardramper, fotomörkrum, grafisk verkstad och två scener rymdes i den 3000 m² stora lokalen. År 1994 var Miderberg medgrundare till paraplyorganisationen Västervik mot rasism. Organisationen arrangerade teaterföreställningar, demonstrationer och föreläsningar för ett pluralistiskt samhälle.
År 1996 producerade Miderberg Sveriges första TV-sändning över internet. Programmet "Soffa" var ett studioprogram som sändes från Hultsfredsfestivalens backstageområde under hela festivalen. Projektet var ett samarbete mellan Telia, Digital, Microsoft, Hultsfredsfestivalen och Funbase. Projektet finansierades av Framtidens kultur.
År 2000 var han marknadschef, affärsutvecklare och konceptutvecklare för kommunikationskonsultbolagen Sync Mediacom AB, Inovit AB och Beaufort Group Plc. År 2002 blev han länsfilmskonsulent i Kalmar län och verksamhetsansvarig för Film i Sydost med uppdraget att utveckla filmklimatet i regionen. Miderberg producerade Bondens tid på jorden 2003. Filmen har visats på SVT, på fransk-tyska Arte samt på TV i femtio andra länder. Filmen erhöll ett par internationella priser och hedersomnämnanden. 2006 producerade han Hästmannen som visades på TV och filmfestivaler i 80 länder och nominerades både till en Guldbagge och Kristallen.  
2006 började Miderberg frilansa som creative director, ljussättare och retuschör i uppdrag för internationella modetidningar såsom Dazed & Confused, Jalouse magazine, Dealer DeLuxe, Lurve Magazine, Petit magazine, Placed magazine m.fl. Som AD har han arbetat med artister som exempelvis Abalone Dots.
Sedan 2012 arbetar han som regissör och creative director på Superorganismen AB.